# Kōshi-byō

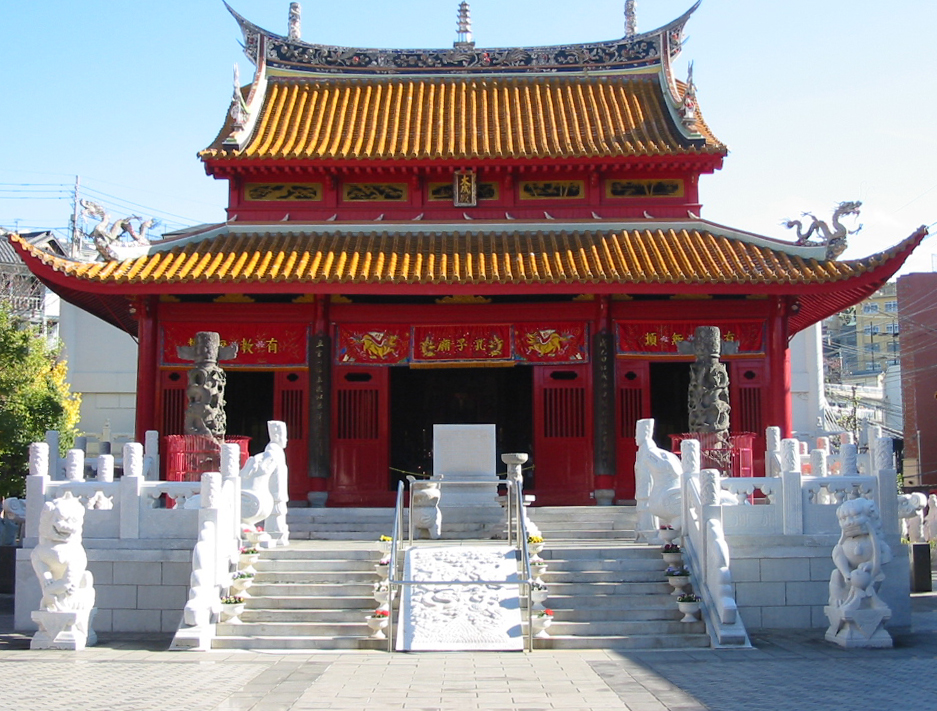
Le Kōshi-byō de Nagasaki.

Le Kōshi-byō (孔子廟) est un temple confucéen situé à Nagasaki au Japon qui serait le seul en dehors de la Chine à avoir été construit par des ouvriers chinois. Aujourd'hui encore, l'emplacement du temple est un territoire chinois contrôlé par l'ambassade de Chine à Tokyo.
Construit une première fois en 1893 par des Chinois résidents à Nagasaki avec l'aide du gouvernement de la dynastie Qing, le temple sert de lieu de culte et d'école pour la communauté chinoise en accueillant un sanctuaire confucéen et une école primaire. Les bâtiments sont très endommagés par le bombardement atomique du 9 août 1945 et ne sont réparés et ouverts au public qu'en septembre 1967. Le temple est entièrement rénové en 1982. Devant le bâtiment principal se tiennent 72 statues représentant les 72 disciples de Confucius. 
Un bâtiment à l'arrière du complexe accueille le musée d'histoire de Chine et du Palais. Le temple expose de grandes photographies de l'ancienne route de la soie ainsi que des maquettes d'inventions chinoises comme celle du premier sismographe. Au premier étage sont exposés plus de 80 objets classés trésors nationaux d'antiquités diverses prêtées par le musée national de Chine et le musée du Palais de Pékin.